# Phanerotomella pasohensis
Phanerotomella pasohensis är en stekelart som beskrevs av Herbert Zettel 1989. Phanerotomella pasohensis ingår i släktet Phanerotomella och familjen bracksteklar. Inga underarter finns listade i Catalogue of Life.